# Daniel Gorenstein
Daniel Gorenstein (Boston, 1º gennaio 1923 – 26 agosto 1992) è stato un matematico statunitense, conosciuto per i suoi lavori nel campo dell'algebra commutativa, e per ciò che riguarda la classificazione dei gruppi finiti semplici. Gli è stato assegnato il premio Steele nel 1989.